# Palácio Belweder
O Palácio Belweder (em polonês: Pałac Belwederski, e do italiano: belvedere, literalmente: linda vista) é um palácio em Varsóvia, perto do Parque Łazienki, na Polônia. Foi usado como uma residência oficial pelos presidentes poloneses.

## História
O edifício atual é o mais recente de vários que estavam no local desde 1660. O palácio uma vez pertenceu ao último rei da Polônia, Estanislau II Augusto da Polônia, que o usou como uma fábrica manufatureira de porcelana. A partir de 1818 foi a residência do Grão-Duque russo Constantino Pavlovich da Rússia, que fugiu do local no início do Levante de Novembro.
Após o restabelecimento da independência da Polônia após a Primeira Guerra Mundial, foi (com um hiato, entre 1922 e 1926) a residência do Marechal Józef Piłsudski, Chefe de Estado entre 1918 e 1922 e mais tarde, entre 1926 e 1935, do Ministro De Assuntos Militares da Polônia, que morreu lá em 1935. (Durante o golpe de estado de maio de 1926, o presidente Stanisław Wojciechowski abandonou o palácio antes das forças de Piłsudski que estavam avançando.)
Durante a Segunda Guerra Mundial, o edifício foi amplamente remodelado para Hans Frank, governador do "Governo Geral" da Polónia. Ela permanece uma das poucas estruturas originais em Varsóvia que sobreviveram à Segunda Guerra Mundial.
Entre 1945 e 1952 foi a residência de Bolesław Bierut, e mais tarde do presidente do Conselho de Estado. De 1989 a julho de 1994, o palácio foi a residência oficial dos presidentes polacos (Wojciech Jaruzelski e Lech Wałęsa), mas se mostrou demasiado pequena para esse fim. Mais tarde, o presidente Bronisław Komorowski usou-o como sua residência privada.
O Palácio Belweder é normalmente usado pelo Presidente e pelo governo para fins cerimoniais, enquanto o Presidente reside no "Palácio Presidencial" no centro da cidade. O Palácio Belweder também serve como uma residência oficial para os chefes de estado em visitas oficiais à Polônia e outros convidados importantes. Houve planos para transformar o Palácio em um museu dedicado a Józef Piłsudski. Atualmente abriga uma pequena exposição dedicada ao Marechal.